# سسک برگی کوهی
سسک برگ کوهی (نام علمی: Phylloscopus trivirgatus)، یک گونه پرنده آوازخوان از خانواده سسکان برگی (Phylloscopidae) است که در گذشته در مجموعه «سسکان جهان قدیم» گنجانده شده بود.
این گونه در اندونزی و مالزی یافت می‌شود. زیستگاه‌های طبیعی آن جنگل‌های جلگه‌ای نمناک نیمه‌گرمسیری یا گرمسیری و جنگل‌های کوهستانی نمناک نیمه‌گرمسیری یا گرمسیری است.